# بوكس2دي
{{بطاقة برمجية
| name                   = بوكس2دي
| logo                   = 
| screenshot             = 
| caption                =
| collapsible            = نعم
| developer              = إيرن كاتو 
| released               = 11 سبتمبر 2007
| latest_release_version = 2.3.1
| latest_release_date    = 5 أبريل 2014
| latest_preview_version =
| latest_preview_date    =
| programming language   = سي++
| operating_system       = OS independent
| genre                  = برمجيات وسيطة
| license                = زيلب 
| website                = الموقع الرسمي

بوكس2دي (بالإنجليزية: Box2D)‏ ، هو محرك ألعاب إلكتروني، أسس سنة 2007م، ويعمل لعدة ألعاب الفيديو التي تدعم الهواتف الذكية، ومنها سلاسل لعبة أنجري بيرد.